# Sävsjö
Sävsjö – miejscowość (tätort) w Szwecji, w regionie administracyjnym (län) Jönköping, w gminie Sävsjö.
Według danych Szwedzkiego Urzędu Statystycznego liczba ludności wyniosła: 5374 (31 grudnia 2015), 5537 (31 grudnia 2018) i 5644 (31 grudnia 2019).